# Hamilton (Virgínia)
Hamilton és una població dels Estats Units a l'estat de Virgínia. Segons el cens del 2000 tenia 562 habitants.

## Demografia
Segons el cens del 2000, Hamilton tenia 562 habitants, 216 habitatges, i 157 famílies. La densitat de població era de 868 habitants per km².
Dels 216 habitatges en un 41,7% hi vivien nens de menys de 18 anys, en un 58,3% hi vivien parelles casades, en un 13% dones solteres, i en un 26,9% no eren unitats familiars. En el 21,8% dels habitatges hi vivien persones soles el 6,5% de les quals corresponia a persones de 65 anys o més que vivien soles. El nombre mitjà de persones vivint en cada habitatge era de 2,6 i el nombre mitjà de persones que vivien en cada família era de 3,05.
Per edats la població es repartia de la següent manera: un 28,3% tenia menys de 18 anys, un 4,4% entre 18 i 24, un 33,3% entre 25 i 44, un 26% de 45 a 60 i un 8% 65 anys o més.
L'edat mediana era de 37 anys. Per cada 100 dones de 18 o més anys hi havia 79,9 homes.
La renda mediana per habitatge era de 59.688 $ i la renda mediana per família de 73.333 $. Els homes tenien una renda mediana de 53.571 $ mentre que les dones 32.857 $. La renda per capita de la població era de 27.474 $. Entorn del 2,4% de les famílies i el 3,3% de la població estaven per davall del llindar de pobresa.

## Poblacions més properes
El següent diagrama mostra les poblacions més properes.